# Luchthaven Kökshetaū
De internationale Luchthaven Kökshetaū (IATA: KOV, ICAO: UACK) (Kazachs: Халықаралық Көкшетау Әуежайы; Halyqaralyq Kókshetaý Áýejaıy, voorheen: Kokchetav-Trofimovka Airport) is een Kazachse internationale luchthaven, sinds 1945 actief en gelegen in het noorden van het land, op ongeveer 12.5 kilometer ten van Kökshetaū.
De luchthaven begon zijn nieuwe operationele fase op 21 oktober 2013, met een nieuw gebouw en een nieuwe tarmac en landingsbaan, ter vervanging van de oude structuur op hetzelfde terrein. De luchthaven beschikt over een volledig gereconstrueerde passagiersterminal en een start- en landingsbaan, die zowel binnenlandse als internationale operaties afhandelt. De luchthaven wordt het hele jaar door bediend door low-cost carrier FlyArystan, SCAT Airlines en op seizoensbasis door IrAero, en was vroeger een hub voor Air Kokshetau operaties, die ook zijn hoofdkantoor in de stad had.
De belangrijkste route is de dienst naar Almaty, die zowel door FlyArystan als door SCAT Airlines wordt geëxploiteerd. De luchthaven wordt beheerd door Airport Management Group (AMG), een overheidsbedrijf dat bijna alle openbare luchthavens in Kazachstan beheert. In 2018 had de luchthaven 21.427 passagiers.

## Geschiedenis
De luchthaven werd in 1945 geopend.

## Banen
- 02L/20R Lengte: 2.850 meter. Breedte: 45 meter. Verharding: asfalt.

## Luchtvaartmaatschappijen en bestemmingen

### Passagiers
Nationale bestemmingen
| Luchtvaartmaatschappij | Bestemming(en) |
| ---------------------- | -------------- |
| FlyArystan             | Almaty         |
| SCAT Airlines          | Aqtaū, Almaty  |

Buitenlandse bestemmingen
| Luchtvaartmaatschappij | Bestemming(en)                      |
| ---------------------- | ----------------------------------- |
| IrAero                 | Seizoensgebonden: Moscou-Zjoekovski |

## Statistiek
| Jaar | Passagiers | % Verschil |
| ---- | ---------- | ---------- |
| 2012 | 2 353      | 10.1%      |
| 2013 | 7 401      | 214.5%     |
| 2014 | 3 064      | 58.6%      |
| 2015 | 17 497     | 471.1%     |
| 2016 | 14 213     | 18.8%      |
| 2017 | 22 016     | 15.6%      |
| 2018 | 21 427     | 2.7%       |